# Villanueva de Pría
Villanueva de Pría es un lugar ubicado en la parroquia de Pría, en el concejo de Llanes, en la comunidad autónoma del Principado de Asturias (España) y es el pueblo más al noroccidente de dicha parroquia. Se encuentra a unos 20 km de la capital del concejo y a 10 km de Ribadesella.

## Población
Su población en 2008 era de 101 habitantes de los cuales 49 eran varones y 52 mujeres. El porcentaje de edades en el 2006 era de 8,5 % menores de 16 años, 60,4 % entre 16 y 64 años y un 32,1 % mayores de 65 años

## Barrios
Los barrios de Villanueva son Las Atazadas, La Boquera, El Cuetu, El Pandu y el Sucau además hay algunas agrupaciones menores de casas como El Bosque, Las Conchas, Madriñanes, Las Matas y L'Oteru entre todos ellos suman 38 viviendas habitadas permanentemente, de un total de 46.

## Límites
Por el Norte limita con el Mar Cantábrico, por el Oeste con los pueblos de Garaña y La Pesa, por el sur con Piñeres y Nueva y por el este con Nueva y la playa de Cuevas del Mar.

## Playas y atractivos turísticos
En Villanueva se encuentra la playa de Canal que es un entrante del mar en tierra de aproximadamente 25 m de ancho y 300 m de largo.
Existen numerosos bufones (agujeros que comunican el mar con los acantilados) debido a la formación cárstica del terreno y hay también un castro (islote) llamado Castru’l Horcau o Picu de las gaviotas.
En una de las ensenadas en la zona oeste llamada El Bosque hay una fuente de agua dulce que recibe el nombre de Pimplón.

## Fiesta
El día 22 de julio de cada año se celebran las fiestas en honor de Santa María Magdalena. En las fiestas de Villanueva se visten los trajes tradicionales de la zona, se ofrece a la Santa un ramo y se saca una imagen de ésta en procesión.
Al acabar la misa solemne se bailan piezas tradicionales y se realiza la danza prima ( las mozas y mozos se cogen del brazo y forman una hilera abierta y danzan al son de la música que ellos mismos cantan).
Es tradición también la subasta de un roscón y el reparto de otros roscones más pequeños entre los asistentes.
Por la noche tiene lugar la romería y verbena hasta que llega la chocolatada (al amanecer) donde se reparte chocolate y magdalenas para los asistentes.

## Otros
La mayoría de los recursos del pueblo vienen del sector turístico y en verano la población se multiplica.
Hay varios establecimientos de turismo rural, apartamentos, casas de aldea y posadas y se alquilan viviendas sobre todo en la temporada estival.